# روتن
شهر روتن (به آلمانی: Rüthen) در ایالت نوردراین-وستفالن در کشور آلمان واقع شده‌است.